# Pseudocarorita
Pseudocarorita is een geslacht van spinnen uit de familie hangmatspinnen (Linyphiidae).

## Soorten
De volgende soorten zijn bij het geslacht ingedeeld:
- Pseudocarorita thaleri (Saaristo, 1971)